# Protokollsanteckning
I offentlig förvaltning har en ledamot i en beslutande församling i regel möjlighet att få anmäla sin mening genom att foga ett stycke text som bilaga till den aktuella paragrafen i protokollet. Protokollsanteckning anses som en svagare markering än reservation. Protokollsanteckningen kan till exempel användas för att redovisa argument mot beslutet, för att ange skälen till hur ledamoten röstat, eller för att en ersättare som inte tjänstgör ska få sin åsikt antecknad i protokollet.